# Ойо (город)
О́йо (йоруба Ọ̀yọ́) — город в Нигерии. Расположен на территории одноимённого штата, административным центром которого, тем не менее, не является. Население — 386 723 чел. (по оценке на 2012 год).

## География
Город находится на юго-востоке Нигерии, в 51 км к северу от столицы штата, Ибадана. С последним Ойо соединяет автотрасса A1.

## Климат
| Показатель                                                | Янв. | Фев. | Март | Апр. | Май  | Июнь | Июль | Авг. | Сен. | Окт. | Нояб. | Дек. | Год  |
| --------------------------------------------------------- | ---- | ---- | ---- | ---- | ---- | ---- | ---- | ---- | ---- | ---- | ----- | ---- | ---- |
| Средняя температура, °C                                   | 26,3 | 27,3 | 28,2 | 27,7 | 26,6 | 25,5 | 24,2 | 23,9 | 24,8 | 25,4 | 26,3  | 26,1 | 26,0 |
| Норма осадков, мм                                         | 5    | 25   | 81   | 124  | 157  | 160  | 119  | 84   | 193  | 157  | 48    | 10   | 1163 |
| Источник: http://www.levoyageur.net/weather-city-OYO.html |      |      |      |      |      |      |      |      |      |      |       |      |      |

## История
В 1830-е годы город стал резиденцией алафина Атиба — правителя народа йоруба, после того как Империя Ойо пала под натиском фулани в 1836 году, а старая столица была разрушена. Во время гражданской войны народа йоруба в середине XIX века Ойо выступала в союзе с Ибаданом. В конце XIX века Ойо участвовал в войне против французских колонизаторов, но в 1888 году попал под власть колонизаторов британских. С 1960 года — в составе независимой Нигерии.

## Экономика
В настоящее время основу экономики города составляют сельское хозяйство и кустарные промыслы. В окрестносях города выращивают табак, тиковое дерево и хлопок. В Ойо исстари прядут, ткут и красят хлопковые ткани.